# Fabian Lundqvist
Fabian Valentin Lundqvist, född 16 mars 1913 i Malmö, död 1989 i Malmö, var en svensk målare, skulptör och tecknare.
Han var son till snickaren Martin Emanuel Berndt Lundqvist och Ida Elina Malmström och från 1956 gift med Hjördis Berg. Lundqvist studerade vid Skånska målarskolan i Malmö 1938-1940 och skulptur för Harald Isenstein 1946 samt Jean Fautrier och André Lhote i Paris 1948-1949. Separat ställde han ut i bland annat Helsingborg, Köpenhamn, Malmö, Trelleborg och Basel. Han medverkade i samlingsutställningar med Skånes konstförening sedan 1943. Han var konstnärlig rådgivare och formgivare vid Trelleborgs glasbruk 1954-1957 och sedan 1958 konstnärlig ledare vid Alsterfors glasbruk. Hans konst består av figurkompositioner med harlekiner och dansörer, romantiska landskap i olja, pastell eller akvarell samt reliefer i mässing och metallfolie med en fast komposition och uppbyggnad. Lundqvist är representerad vid Trelleborgs museum, Ystads konstmuseum och Malmö allmänna sjukhus. 